# 絹島村
絹島村（きぬしまむら）は、栃木県の中部、河内郡に属していた村である。

## 地理
河内郡の北東端に位置した。平坦な沖積平野が広がる。
- 河川：鬼怒川、西鬼怒川[2]

## 歴史
- 1889年（明治22年）4月1日 - 町村制施行により、下小倉村、芦沼村、上小倉村が合併し河内郡絹島村が成立する。
- 1955年（昭和30年）4月1日 - 羽黒村と合併して上河内村となり消滅。
- 1994年（平成6年）7月1日 - 上河内村が町制施行して上河内町となる。
- 2007年（平成19年）3月31日 - 上河内町が河内町とともに宇都宮市へ編入される。

### 村名の由来
村域が鬼怒川と西鬼怒川（逆木用水）にはさまれ、大小の中州（島）を形成していたことから、「鬼怒の島」→「絹島」と命名した。

## 行政
村役場は下小倉1534番地に置かれていた。羽黒村と合併して上河内村が発足すると、絹島村役場が上河内村役場本庁となった。1959年（昭和34年）に中里（旧羽黒村）に新庁舎が建設されたことで役割を終えた。跡地には宇都宮東警察署下小倉警察官駐在所がある。
- 絹島村長

| 代 | 氏名       | 就任                       | 退任                       | 備考 |
| -- | ---------- | -------------------------- | -------------------------- | ---- |
| 1  | 大桶慶次郎 | 1889年（明治22年）6月4日   | 1893年（明治26年）5月19日  |      |
| 2  | 神山孝平   | 1893年（明治26年）5月20日  | 1895年（明治28年）2月20日  |      |
| 3  | 長島久吾   | 1895年（明治28年）11月25日 | 1898年（明治31年）1月16日  |      |
| 4  | 大桶慶次郎 | 1898年（明治31年）1月20日  | 1899年（明治32年）10月25日 |      |
| 5  | 手塚幸太郎 | 1899年（明治32年）10月30日 | 1903年（明治36年）10月29日 |      |
| 6  | 手塚幸太郎 | 1903年（明治36年）10月30日 | 1905年（明治38年）1月13日  |      |
| 7  | 久保井倉次 | 1905年（明治38年）1月14日  | 1907年（明治40年）4月9日   |      |
| 8  | 手塚幸太郎 | 1907年（明治40年）7月30日  | 1909年（明治42年）11月18日 |      |
| 9  | 神山義次   | 1909年（明治42年）12月30日 | 1913年（大正2年）4月5日    |      |
| 10 | 大桶鼎     | 1913年（大正2年）4月19日   | 1915年（大正4年）4月27日   |      |
| 11 | 神山義次   | 1915年（大正4年）5月27日   | 1919年（大正8年）5月26日   |      |
| 12 | 大桶鼎     | 1919年（大正8年）6月13日   | 1923年（大正12年）6月12日  |      |
| 13 | 大桶鼎     | 1923年（大正12年）12月27日 | 1927年（昭和2年）11月26日  |      |
| 14 | 江連良徳   | 1927年（昭和2年）11月27日  | 1931年（昭和6年）2月11日   |      |
| 15 | 神山義次   | 1931年（昭和6年）3月24日   | 1933年（昭和8年）3月31日   |      |
| 16 | 手塚勇     | 1933年（昭和8年）4月18日   | 1937年（昭和12年）4月17日  |      |
| 17 | 手塚政一   | 1937年（昭和12年）4月18日  | 1941年（昭和16年）4月17日  |      |
| 18 | 手塚政一   | 1941年（昭和16年）4月18日  | 1944年（昭和19年）7月25日  |      |
| 19 | 手塚勇     | 1944年（昭和19年）10月7日  | 1946年（昭和21年）4月6日   |      |
| 20 | 手塚勇     | 1946年（昭和21年）5月4日   | 1946年（昭和21年）12月19日 |      |
| 21 | 江連良徳   | 1947年（昭和22年）4月5日   | 1951年（昭和26年）4月4日   |      |
| 22 | 長島円蔵   | 1951年（昭和26年）4月23日  | 1952年（昭和27年）9月11日  |      |
| 23 | 手塚勇     | 1952年（昭和27年）10月30日 | 1955年（昭和30年）3月31日  |      |

出典:『栃木県町村合併誌 第四巻』, p. 255-256